# Мост Чан Тхи Ли
Мост Чан Тхи Ли (вьет. Cầu Trần Thị Lý) — мост через реку Хан в городе Дананг, Вьетнам. Мост был построен как замена двух старых мостов, Нгуен Ван Чоя и Чан Тхи Ли. Мост был открыт и сдан в эксплуатацию в 2013 году.
Мост Чан Тхи Ли в настоящее время представляет собой совершенно новый мост, построенный на месте старого моста Чан Тхи Ли. Старый мост был разобран в 2003 году; он был первым мостом через реку Хан в Дананге .

## История

### Старый мост
В 1951—1952 годах французские колонизаторы построили первый мост через реку Хан. Из соображений экономии материальных ресурсов и времени мост разместили в узком месте реки; дорога через реку частично проходила по мосту и частично — по плотине. Железнодорожный мост длиной 520 (или 525) метров и шириной 6 метров был построен компанией Eiffel Company (Франция) и назывался мостом Де Латр Де Тассиньи в честь французского маршала. Мост имел стратегическое значение, соединяя порт Тьенша и железнодорожную станцию Дананг. На вьетнамский язык его название транслитерировалось как Де-лат Де Тассиньи, поэтому жители Дананга часто называют этот мост мостом Де Лат или мостом Де Лать.
К 1955 году, когда французы покинули Вьетнам, в Дананге все французские названия улиц (кроме Пастера и Йерсена) были изменены на вьетнамские. Мост Де Латр Де Тассиньи был переименован в мост Чинь Минь, в честь вьетнамского военачальника Чинь Минь Тхе.
На карте Дананга 1967 года указано, что мост Чинь Минь Тхе представляет собой автомобильный и железнодорожный мост.
Название моста Де Латр (Де Лат) вошло в фольклор, его знают многие, тогда как лишь немногие знают, что мост был переименован в мост Чинь Минь. После 1975 года мост Чинь Минь был переименован в честь Героя Вьетнама, участницы войн за освобождение против Франции и США Чан Тхи Ли (1933—1992).

### Новый мост
В 2013 году на том же месте построен новый вантовый мост, сохранивший название старого.
Конкурс на проектирование нового моста был организован в 2007 году. Победителем стала финская компания «WSP Finland», она же производила надзор в процессе строительства.
Строительство вела вьетнамская компания Cienco1. Техническое открытие моста произошло 19 января 2013 года. Официальное открытие моста было решено приурочить к 38-й годовщине освобождения Дананга в ходе Второй индокитайской войны — 29 марта 2013 года. В этот день торжественно были открыты мосты «Дракон» и Чан Тхи Ли.
Было запланировано при строительстве нового моста демонтировать старый стальной мост Нгуен Ван Чой — первый автомобильный мост Дананга. Однако, в 2012 году решение о демонтаже было пересмотрено, и исторический мост был сохранён в качества пешеходного.

## Конструкция
Современный мост имеет неразрезной пролёт общей длиной около 731 м. Длина вантового пролёта — 230 м. Ширина мостового настила — 34,5 м. Единственная опора выполнена из железобетона, имеет смотровую площадку и лифт, её высота — 145 м. Опора наклонена на 12 градусов к западу от моста. Ограничения размера плавсредств (под мостом) — 50×7 м, для автомобилей (на мосту) — 4,75 м по высоте.
На мосту шесть полос для движения автотранспорта, по 3,75 м каждая, две пешеходных дорожки по 3 м, разделительная полоса 5 м.
С художественной стороны, мост сравнивают с парусом и летящей птицей. Помимо транспортной роли, он улучшил внешний вид города, способствуя привлечению туристов, поток которых в Дананге с 2009 по 2019 год вырос на 463 %. Мост Чан Тхи Ли называют «одной из четырёх красот Дананга», имея в виду четыре моста через реку Хан. Район четырёх мостов стал местом проведения туристических мероприятий и фестивалей, а также строительства дорогой недвижимости.